# Cimera Reial

Cimera Reial

La Cimera Reial, Cimera del Drac Pennat, Cimera del rei d'Aragó o Cimera del Casal de Barcelona fou la cimera que empraren els reis d'Aragó del llinatge dels comtes de Barcelona des de Pere IV d'Aragó el Cerimoniós (Pere terç). El conjunt de la cimera el formen la corona reial oberta, la mantellina amb el «senyal antich del rei d'Aragó» i el Drac Pennat (víbria o drac alat), que n'és l'element característic i denominador del conjunt. Heràldicament la cimera es representa timbrant l'elm que reposa sobre un escut amb el Senyal Reial. La cimera fou creada inicialment com a empresa o divisa personal del rei Pere el Cerimoniós, però esdevingué hereditària i es convertí en símbol identificatiu del rei d'Aragó. El seu ús es perllongà fins al segle xv pels reis d'Aragó del llinatge de Trastàmara i durant el segle xvi esdevingué símbol del Regne de València.
La vibra de la cimera era daurada, es representava de perfil, mirant a l'esquerra. La seva posició era rampant i amb el cos que s'anava afusant fins al coll, que era corbat com el d'un cigne. Al cap tenia unes orelles punxegudes i duia barba, tenia uns grans narius, la boca oberta amb dents i la llengua treta. La part anterior del ventre i del pit i tot el coll solien estar plens de dogues. Del ventre sortien cap envant dues urpes amenaçants i, a cada costat, una ala amb la punta cap amunt, oberta com un ventall, les barnilles del qual eren els ossos.

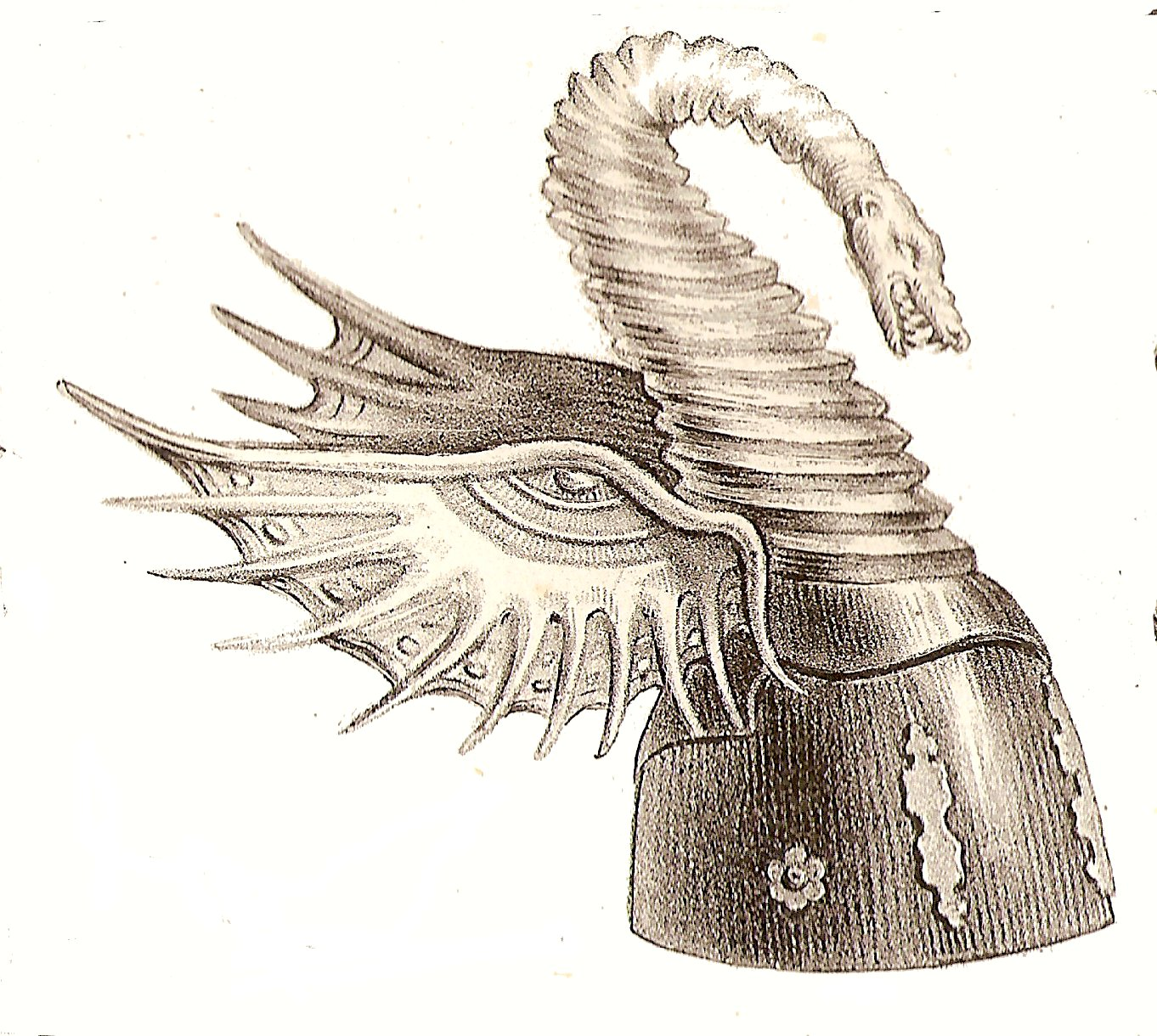
Gravat de la Cimera del rei d'Aragó procedent de Mallorca

En alguns moments la vibra va adoptar un aspecte de mamífer, a la darreria del segle xv. Amb un posat diferent apareix amb el penó de sant Joan Evangelista en alguns escuts de membres de l'orde del Toisó d'Or (Alfons el Magnànim, Joan II) i en els de diferents reis (de Jaume el Conqueridor a Ferran el Catòlic), en la genealogia de Carles V publicada a la Haia, vers l'any 1532.
L'elm des de Pere el Cerimoniós duia un mantellet d'atzur (blau) amb el folre de gules (vermell), i una creu patent curvilínia i fixada amb punta agusada d'argent anomenada creu d'Ènnec Aritza o «creu d'Iñigo Arista» considerada l'emblema tradicional de l'Aragó antic. Aquesta creu desaparegué dels escuts al segle xvii quan la Vibra es representà de cara. Aleshores l'escut també deixà d'estar inclinat a la destra i l'elm esdevingué un elmet. El mantellet o llambrequins es convertiren en una decoració de fulles o plomes des de la representació a la Llotja de València, però sobretot des del segle xvi.
No consta en el Catálogo de la Real Armería, a Madrid, publicat el 1849. Actualment la Cimera del Drac Pennat es conserva a la Real Armería de Madrid. Se'n va exposar una reproducció al Saló del Tinell del Palau Reial Major, a Barcelona, del 20 de març al 15 de setembre de 2019.

## Història

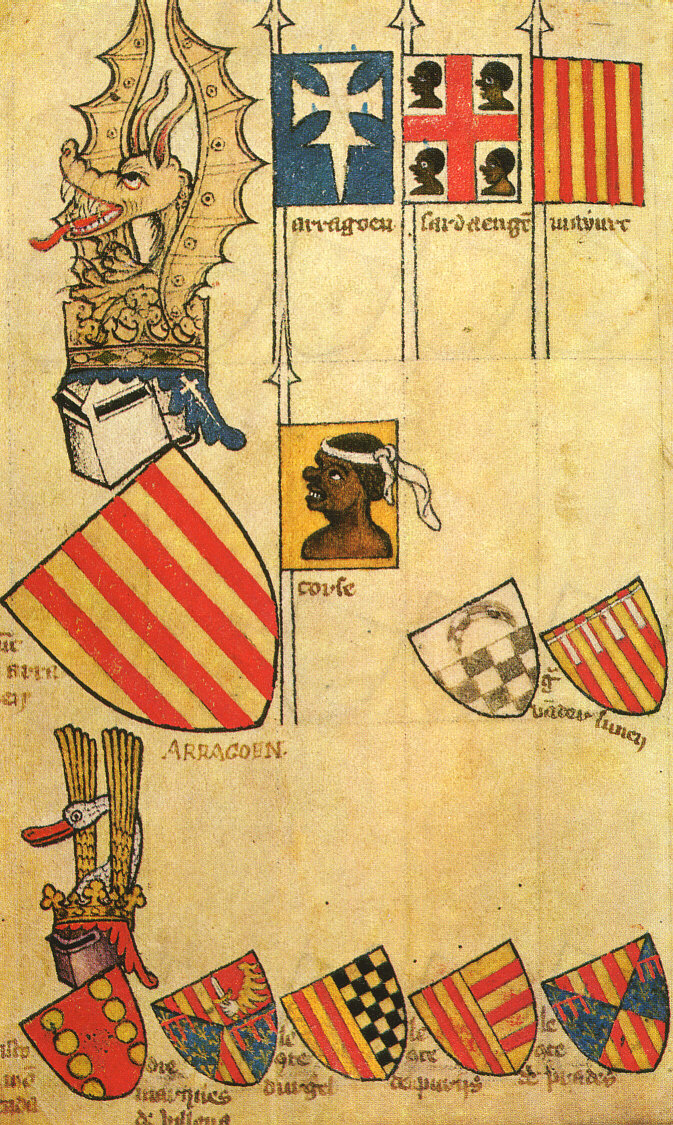
A l'Armorial de Claus Heinem, herald de Gelre, compilat entre 1370 i 1386 s'hi representen les armes de Pere IV d'Aragó (Pere terç) creades pel mateix rei i timbrades amb la Cimera Reial amb el Drac alat i corona reial oberta, mantellina amb el «senyal antich del rey Daragó», i escut amb el Senyal Reial. A la dreta, estendards amb el «senyal antich del rey Daragó», «les armes Daragó», la brisura del Senyal Reial del regne de Mallorca reconquerit per Pere IV d'Aragó (Pere terç) el 1349 i les armes de Còrsega; a sota les armes del comte de Luna i duc de Montblanc, i a la renglera final, les de Gastó de Montcada, del marquès de Villena, del comte d'Urgell, del comte d'Empúries i del comte de Prades.
(Ms. 15652-56, fol. 62v. Bibliothèque Royal de Brussel·les)

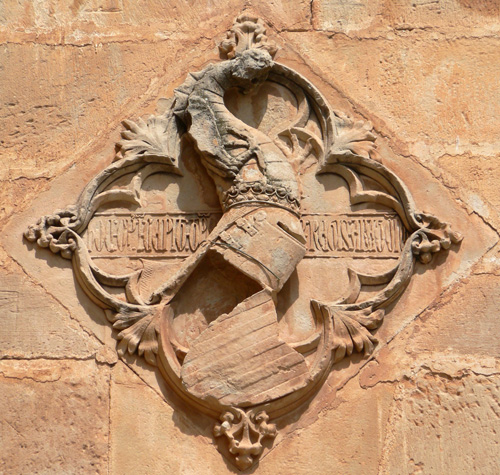
Escut de Pere IV d'Aragó el Cerimoniós a les muralles del Reial Monestir de Santa Maria de Poblet

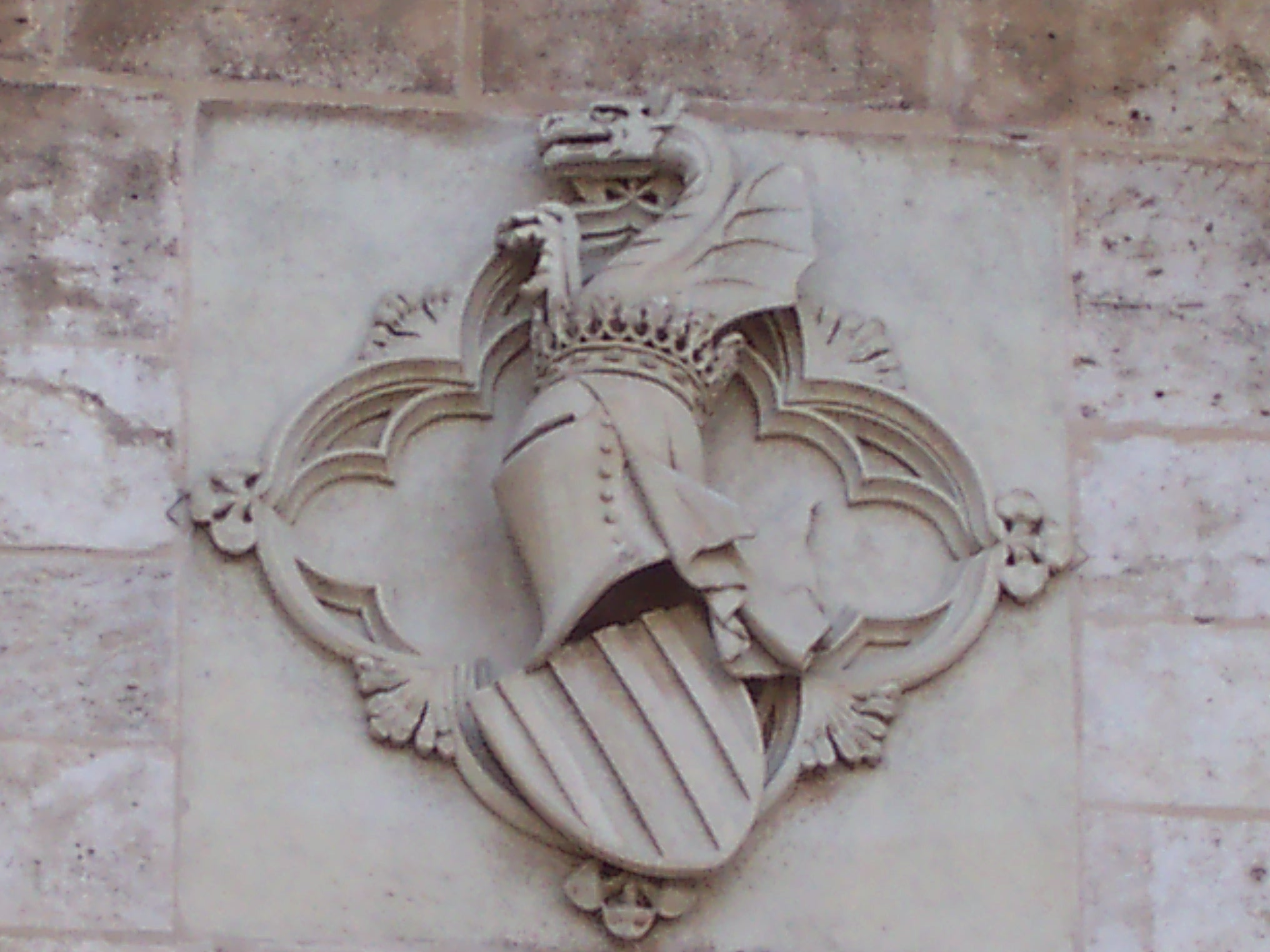
Escut del País Valencià, basat en el de Pere IV d'Aragó el Cerimoniós, a les Torres de Serrans de València.

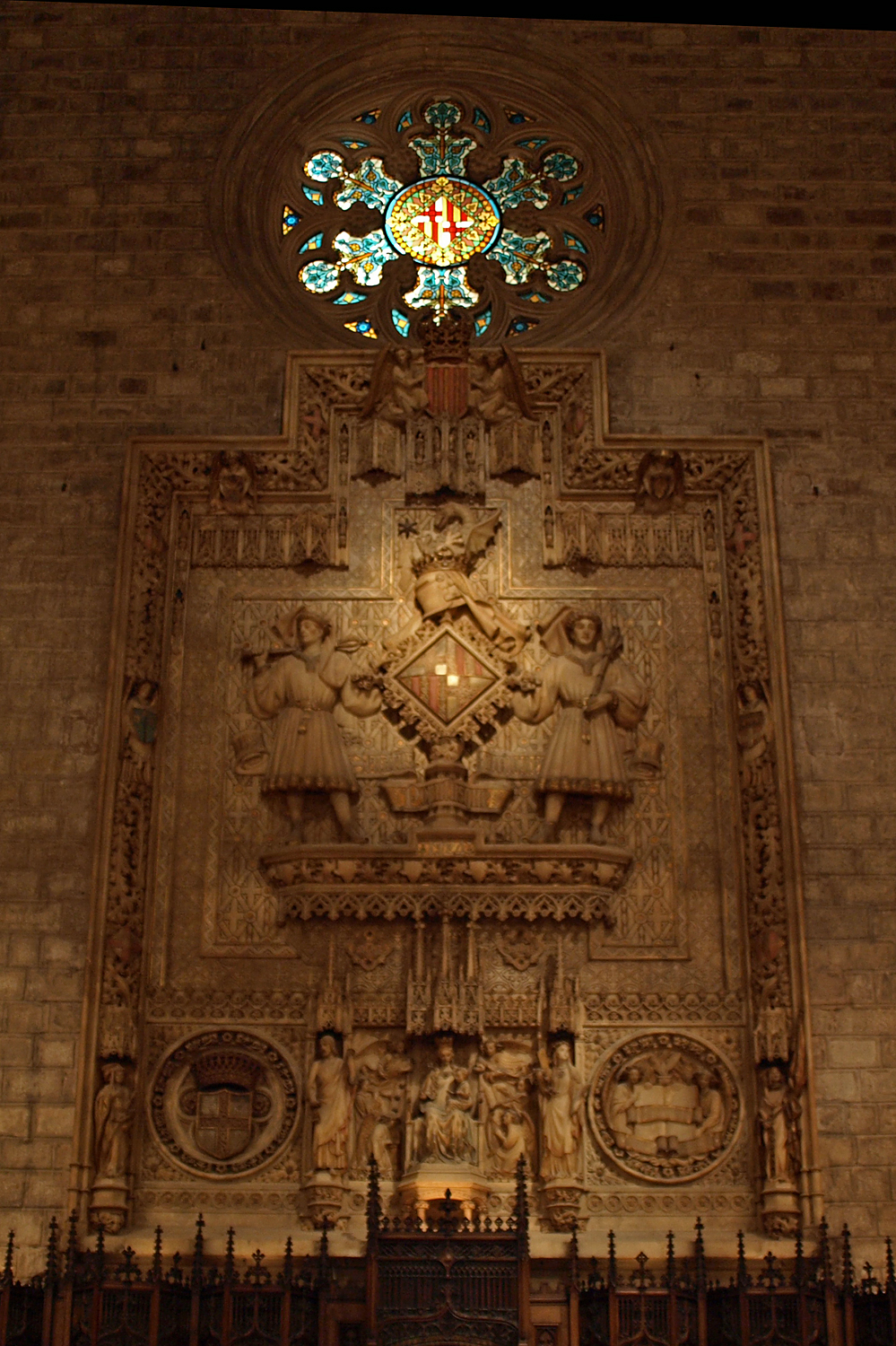
Cimera de Pere IV d'Aragó el Cerimoniós coronant l'escut de Barcelona al Saló de Cent de la Casa de la ciutat de Barcelona

La Cimera Reial o Cimera del Drac Pennat fou primer un símbol personal de Pere IV d'Aragó el Cerimoniós i després, usada pels seus descendents, símbol del Casal d'Aragó. Extingit aquest Casal, fou usat per les dinasties següents com a símbol dels reis de la Corona d'Aragó. El darrer que l'usà, bé que poc, fou Carles I, de la casa d'Habsburg. Al segle xv, es convertí en símbol nacional a partir de la seva identificació amb Jaume I el Conqueridor i es confongué amb la Ratapinyada. Els reis de la casa de Borbó mai no l'empraren i això reforçà el seu simbolisme nacional.
La Cimera Reial o Cimera del Drac Pennat s'usà primer amb l'escut reial dels Quatre Pals o Barres, també sola i en el pom de l'asta de la bandera reial; després s'incorporà als escuts de les ciutats de Barcelona, Palma i València. Tant com a símbol del Casal de Barcelona, primer, com de la nació, després, el seu ús és redundant en combinació amb els Quatre Pals, tan sols com en els escuts quarterats de Barcelona i Palma. Aquesta redundància ja existia en les representacions eqüestres dels reis del Casal de Barcelona quan apareixien representats amb la cimera i amb els Quatre Pals en l'escut i els sobresenyals.
La vibra fou usada per darrer cop per la monarquia a la tomba de Carles I (a El Escorial), construïda en temps de Felip I d'Aragó i II d'Espanya. En aquell escut, la vibra es combinà per primer i darrer cop amb el lleó d'Espanya, com a cimera i, sencera, aguantant l'escut amb el lleó d'Espanya a l'altre costat, també sencer. La vibra apareix també a la cimera de l'escut dels reis de Portugal.
La Renaixença valenciana restaurà l'ús de la cimera reial i mantingué el del ratpenat, ús que continuà el Modernisme i només s'aturà amb el Noucentisme, per les seves connotacions medievals. Així, el Ratpenat apareix en la revista Lo Gay Saber i en les publicacions de Lo Rat Penat); i la cimera, per exemple en la portada de les edicions d'obres clàssiques catalanes fetes per Marià Aguiló i Fuster, i a publicacions periòdiques com Revista de Catalunya, La Veu de Catalunya, La Veu de Mallorca i Mallorca Dominical).
La Generalitat de Catalunya republicana no recobrà la cimera pel seu origen reial. L'aparició de la cimera reial en les monedes valencianes des d'Alfons el Magnànim, la representació tradicional de Jaume I amb aquesta cimera, sobretot al País Valencià, el manteniment d'aquesta cimera en l'escut de la diputació de València i l'abandó de la cimera a l'escut de la Generalitat de Catalunya va permetre que l'hora de triar l'escut de la Generalitat Valenciana hom s'hagi decidit pel de Pere el Cerimoniós, a pesar de la seva difusió històrica als altres regnes de la Corona d'Aragó.

## Origen del ratpenat
L'animal de la cimera s'identificà prest (1437) amb un ratpenat, en el nom, primer, i, després, en la seva representació. La identificació es produí per la forma de les ales i perquè el ratpenat es coneixia com a símbol d'un rei messiànic anunciat en unes profecies adaptades a Catalunya per Arnau de Vilanova. El 1545 apareix un ratpenat per primer cop amb l'escut dels Quatre Pals, i justament en una tomba comtal. A partir d'aquí, la representació del ratpenat amb les ales obertes va fer que la Vibra es dibuixàs amb les ales també obertes, primer de perfil i després de cara.

Escut del País Valencià, basat en l'heràldica del rei Pere el Cerimoniós: escut amb el Senyal Reial sobre el qual hi ha un elm timbrat amb la Cimera Reial, formada per la corona reial oberta, la mantellina amb el «Senyal antich del rey Daragó» i el Drac Pennat (o víbria)

El senyal reial amb la cimera de Cavalleria de Sant Jordi de l'Inventari del rei Martí

La presència d'un Ratpenat en els escuts ha estat l'origen de diferents interpretacions i llegendes des del segle xvi al segle xix, relacionades sempre amb Jaume I i la seva Conquesta. A Mallorca, segons Pere d'Alcàntara Penya i Nicolau, hi havia la llegenda que Jaume I adoptà com a símbol el ratpenat quan, per demostrar que no creia en supersticions, salvà la vida a un quiròpter que hi havia a la primera mesquita consagrada a Palma, a l'actual l'església de Sant Miquel, i que hom volia matar perquè el consideraven de mal averany. A València hi ha interpretacions també relacionades amb la Conquesta.

## Territorialització dels símbols reials
A Mallorca, no aparegué el ratpenat amb l'elm sinó damunt la corona reial i, modernament, de vegades tot sol. Al País Valencià, des del segle xix, també apareix sol i, com a símbol nacional, hi donà nom a la principal associació cultural a la Renaixença, Lo Rat Penat. La coincidència en l'ús del ratpenat amb Mallorca procedeix del fet que són els dos països incorporats per Jaume I a la Corona d'Aragó. Des de mitjan segle xvi i durant tot el segle xvii, la Vibra alternà amb el Ratpenat als escuts del Principat de Catalunya i del Regne de València. Al segle xviii ja només s'usà el ratpenat. I amb la Renaixença valenciana, es restaurà la vibra, sobretot en les representacions de Jaume I, arreu, i també en els escuts, sense abandonar mai el ratpenat. Amb el Noucentisme, però, a Catalunya s'abandonà l'ús de la Vibra i del Ratpenat pel seu caràcter medieval, encara que el Ratpenat es mantingué a l'escut de Barcelona.
A Mallorca, la cimera de la Vibra no hi consta fins al regnat de Martí l'Humà, perquè no s'hi coneix cap escut de Pere el Cerimoniós. Martí l'Humà concedí l'any 1407 el privilegi que el jurat portaestendard portàs la cimera reial en la Festa de l'Estendard. Precisament la millor cimera medieval que es conserva a Europa és la que el portaestendard dugué en aquesta festa fins al segle xvi i que després s'hi mostrà com a pròpia de Jaume I, fins que la monarquia espanyola se l'emportà a la Real Armería de Madrid. Des del privilegi de Martí l'Humà, a Mallorca es combinà la cimera amb l'escut de la ciutat, primer sense corona, i aquesta fou la primera combinació de la cimera reial amb l'escut d'una ciutat.

## Escuts municipals i esportius
Al segle xvii, la cimera començà a emprar-se amb l'escut de Barcelona. Aleshores es convertí en el ratpenat, sense l'elm, com en l'escut de Palma i en l'escut de València. D'aquests escuts municipals, el Ratpenat passà als dels equips esportius representatius d'aquestes capitals. La desaparició del Ratpenat de l'escut de Barcelona ha fet que desaparegués de l'escut del Futbol Club Barcelona. També ha desaparegut de l'escut del Reial Club Esportiu Mallorca, abans l'escut de Palma. El Ratpenat, però, caracteritza l'escut del València Club de Futbol i d'altres equips, com el Llevant Unió Esportiva, el Club de Bàsquet Claret de Benimaclet, el Club Esportiu Rafael Altamira de Xirivella, i també els anagrames de la majoria de clubs fallers de València. Ha adoptat l'elm amb cimera els Casals Jaume I i el Bloc de Progrés Jaume I.